# Vladimir Kovin
Vladimir Aleksandrovič Kovin (in russo Владимир Александрович Ковин?; 20 giugno 1954) è un ex hockeista su ghiaccio russo, fino al 1991 sovietico.

## Palmarès

### Olimpiadi invernali
- 1 medaglia[1]:
  - 1 oro (Sarajevo 1984)